# Molpadiodemas violaceus
Molpadiodemas violaceus is een zeekomkommer uit de familie van de Synallactidae.
De wetenschappelijke naam van de soort werd in 1886 gepubliceerd door Johan Hjalmar Théel.